# Hard to be friends (album)
Hard to be friends is een muziekalbum van The Cats uit 1975. Het album werd geproduceerd door de Amerikaan Al Capps en bevat zowel eigen nummers als werk van anderen. De elpee bevat ook nieuwe versies van werk dat al eerder was uitgebracht.
Het album stond vijf weken in de Albumlijst en behaalde nummer 40 als hoogste positie.
De Amerikaanse drummer Jeff Porcaro, die later medeoprichter van de band Toto zou worden, werd ingehuurd om op deze plaat te spelen. Ook de Amerikaanse sessiebassist Leland Sklar (Phil Collins, James Taylor, Barbra Streisand, Toto, enz.) speelde mee op deze plaat.

## Nummers
| Nummer | Naam                                      | Geschreven door                      | Duur | Opmerkingen   |
| --- | ----------------------------------------- | ------------------------------------ | ---- | ------------- |
| A1 | Hard to be friends                        | Larry Murray                         | 3:36 |               |
| A2 | Come on girl                              | Piet Veerman                         | 3:13 | nieuwe versie |
| A3 | Comedy or tragedy (Putty in your hands)   | Al Capps, Mary Dean en Snuff Garrett | 2:48 |               |
| A4 | I don't know where to go                  | Arnold Mühren                        | 2:41 |               |
| A5 | I can walk on water                       | Lenny Roberts                        | 2:42 |               |
| A6 | Mary Lee                                  | John Haines en Ken Sutherland        | 3:21 |               |
| B1 | Come Sunday                               | Lane Caudell en Harry Lloyd          | 2:40 |               |
| B2 | I've fallen for a fallen angel            | John Durrill                         | 3:12 |               |
| B3 | How did you feel                          | Arnold Mühren                        | 3:06 | nieuwe versie |
| B4 | Take me with you                          | Arnold Mühren                        | 3:03 | nieuwe versie |
| B5 | Country woman                             | Piet Veerman                         | 2:41 | nieuwe versie |
| B6 | European flowers don't grow in the U.S.A. | John Durrill                         | 3:42 |               |
| Later zijn er van dit album opnieuw versies op cd uitgebracht waarop bonustracks staan. Deze cd is net als alle andere platen van The Cats in 2014 opgenomen in het verzamelwerk Complete. Op deze uitgave waren de bonustracks als volgt: |                                           |                                      |      |               |
| 13. | Like a Spanish song                       | Larry Murray                         |      |               |
| 14. | Romance                                   | Jules Shear                          |      |               |